# Parsa Pateli
Parsa Pateli (en népalais : पर्सा पतेली) est un comité de développement villageois du Népal situé dans le district de Mahottari. Au recensement de 2011, il comptait 3 612 habitants.